# VHS
Video Home System, или по-известна със съкращението си VHS, е система за запис на видео, разработена през 70-те години на ХХ век от японската фирма JVC. Пусната е за публична употреба през втората половина на 1970-те години. В края на 70-те и началото на 80-те години на ХХ век е заемала 50% по време на войната на видеостандартите („VHS срещу Betamax“), която по-късно продължава и печели. Характеристиките, с които печели, са възможността за запис на видео за по-дълго време, по-бързо пренавиване на лентата и по-проста система за движение на лентата. Отвореният стандарт, използван от VHS технологията, позволява масово производство без допълнителни лицензионни такси и разходи. Най-вече поради последното VHS най-накрая излиза победител над другите домашни лентови видеоформати към 1990-те години.
В последните години форматите за оптични дискове предлагат по-добро качество от видеокасетите и превземат филмовите студиа, магазините и услугите за видео под наем. Към 2006 г. в САЩ спират да предлагат нови заглавия на филми във VHS формат, заменяйки ги с формати като DVD и Blu-ray Disc. На 31 декември 2008 г. последният голям американски доставчик на предварително записани VHS касети „Distribution Video Audio Inc.“ от Палм Харбър, Калифорния, изкарва последната партида.

## Технически данни

### Видеозапис
VHS касета може да съхрани максимално около 430 метра лента на възможно най-малкото допустима дебелина на лентата, като дава по този начин възможност за съхраняване на видео от 3,5 часа за NTSC стандарт и 5 часа за PAL на „стандартно“ (SP) качество. Други скорости включват LP(Long Play) и EP/SLP (Extra Play/ Super Long Play) които удвояват и утрояват възможната продължителност на запис за NTSC регионите. Забавянето на скоростта води до слабо влошаване на качеството на видеото (от 250 линии на 230 аналогови хоризонтални линии); също така лентите, записани на по-бавна скорост, обикновено дават по-лоша картина на други устройства, различни от това, на което са записани. Затова предварително записаните търговски касети почти винаги са били в режим SP – стандартен (Standard Play).
VHS касетите имат приблизително 3 MHz от видеокапацитета, който се постига при сравнително бавна скорост на лентата, използвайки helical scan запис на честотна модулация на светлина (черно и бял) сигнал, с хетеродин конвертиране за цвят. Понеже е аналогов стандарт, VHS видеокасетите представят видеопотока като продължителност от вълни/лъчи, подобно на аналоговите TV излъчватели. Едно сканиране на ред може да достигне максимум 160 вълни, и съдържа 525 линии от горната част на екрана до долната в NTSC (480 видими). PAL варианта има 625 реда (576 видими). В съвременната цифрова терминология VHS е приблизително равен на 333x480 пиксела.
JVC през 1985 г. пуска VHS HQ (High Quality – високо качество), за да се бори с SuperBeta (на BetaMax). Този вариант е все още с ограничение от 3 мегахерца, което прави по-високата резолюция невъзможна, но HQ устройствата включват системи за намаляване на шума в осветеността, подобрена рязкост на картината и др.
През 1987 г. JVC (Japan Victory Company) представят новия формат, наричан Super VHS, който увеличава видеокапацитета на над 5 мегахерца, достигайки 420 аналогови сигнала (560 пиксела от ляво надясно).

#### Звукозапис
В оригиналния VHS формат записът на звук е бил записван като baseband в единична линейна писта, на най-горния край на лентата, подобно на начина на запис на аудио касетите. Записваната честотна лента зависела от скоростта на движение на лентата през звуковата глава, и за VHS SP режим това давало резултат от приблизително 100 херца до 10 килохерца. Коефициентът сигнал-шум бил приемлив – 42 децибела. И двата показателя обаче се влошавали значително в режим LP (long play – увеличено време на запис), като при EP (extra play) стигало до 4 kHz.
По-скъпите апарати предлагали стерео звукозапис и възпроизвеждане. Звукът се записвал в две писти на същото разстояние от лентата. Този подход давал обратна съвместимост с моно звукови апарати. Поради влошаването обаче на качеството и появата на шумове, започнали да оборудват стерео апаратите с Dolby B noise reduction за запис и възпроизвеждане.
Високият клас записващи видеокасетофони се възползват от предимството на линейния запис на звуковата пътечка и предоставят възможност звукозаписът да бъде изтрит и записан без да се нарушава вече записаният видео сигнал. Без тази възможност, за да се промени звукозаписът е трябвало касетата да се презапише, а това е водело до загуби или внасяне на шумове в картината при всеки презапис.
През 1982 г. започва и издаването на студийни филми в стерео звуков формат. След този момент почти всеки филм излязъл от Холивуд е бил с Dolby стерео звук.

### Касета и лента
VHS касетата е широка 187 mm, 103 mm висока, 25 mm дебела кутия, която е затворена с пет болта. Повдигащият се капак, който пази лентата, има вградено резенце и езиче, което го освобождава и се намира вдясно (виж изгледа на касетата отдолу). Има също така механизъм срещу развиване (както се вижда на снимката отгоре). Този механизъм се освобождава с натискане на лостче в 6,35 mm дупка отдолу на касетата, на разстояние 19,05 mm от предния край.
В двата края на лентата има прозрачна част, която служи на системата за активиране на автоматичното спиране на транспортния механизъм за лентата. Първите видеокасетофони са ползвали лампа с нажежаема жичка, която при повреда е можело погрешно да сигнализира, че има касета, когато всъщност няма, а също при засичане на проблем някои модели са спирали да работят напълно. По-късно за целта са използвани светодиоди с инфрачервена светлина, които имат значително по-голям живот.
Видеолентата е широка 12,7 mm, навита на две ролки. Скоростта на лентата е 3,335 cm/s за NTSC, 2,339 cm/s за PAL.
Както при почти всички базирани на касетки лентови видео системи, VHS апаратите изтеглят лентата от касетата и я „обвиват“ около възпроизвеждащата глава, която е с формата на барабан. VHS апаратите, за разлика от Betamax и предшественика на Beta U-matic, използва „M-зареждаща“ (М-loading) система, която използва две точки и издърпва лентата на повече от 180 градуса върху възпроизвеждащата глава (с форма на цилиндър) във форма на буквата М.

#### Настройка на пистите и индекс маркиране
Друга линейна пътечка е тази в долния край на лентата, която съдържа импулси, маркиращи началото на всеки кадър с видео данни. Тези импулси са използвани за да се настрои по-точно скоростта на лентата по време на възпроизвеждане, а и да се настроят самите глави точно за четене на спиралните записи за кадрите, а не да попаднат неточно върху лентата (тази характеристика се нарича tracking). Поради факта, че точното разстояние между въртящата се глава за четене на видеокадрите и главата за четене на линейните пътечки се разминават с няколко милиметра между различните машини, повечето производители на видеокасетофони вграждат и предлагат tracking функция в своите устройства – или ръчна, или автоматична, за да коригира тези разминавания.

## Вариации

### Super-VHS / Digital-VHS (high-definition) / ADAT
Съществуват няколко подобрени версии на VHS, най-известната е Super-VHS (S-VHS), аналогов видео стандарт с подобрено качество на видео пропускателната способност. S-VHS е с 400 хоризонтала на ред (срещу 250 за VHS/Beta и 500 за DVD). Звука е със същото качество. S-VHS не е имал особени успехи на пазара за домашно кино, но почти доминиращо присъствие на пазара на видеокамери заради много доброто качество на картината.
Форматът ADAT предоставя възможност за запис на множество звукови пътечки в цифров формат, използвайки S-VHS носител.
Другият подобрен стандарт е т.нар. Digital-VHS (D-VHS), които записва цифрово висококачествено видео на лента с размерите на VHS. D-VHS може да записва до 4 часа от ATSC цифрова телевизия в 720p или 1080i формати използвайки най-бързия режим на запис (еквивалент на VHS-SP), и до 40 часа видео със стандартно качество на картината на по-бавни скорости.

### VHS-C / Super VHS-C
Друг вариант е VHS-Compact (VHS-C), първоначално разработен за преносими видеокамери през 1982 г., но намира успешно приложение в портативните камери (с размер за работа в една ръка). Докато VHS-C лентите са същите като в касетите от оригиналния стандарт, те могат да се възпроизвеждат на стандартни видеокасетофони с използването на адаптери без необходимост от някаква конверсия на сигнала. Магнитната лента е навита на една ролка; най-дългата лента може да съхранява 40 минути в режим SP и 120 в EP режим.
Super VHS или S-VHS е разработен от JVC през 1987 г. S-VHS дава по-добра картина като видео записващите устройства за този вариант запазват обратна съвместимост с VHS касетите.
Sony Betamax не могли да смалят повече касетите, и за това разработват Video8/Hi8 който е директен конкурент на VHS-C/S-VHS-C формата през 80-те, 90-те и 2000 г. Като резултат никой от двата формата не успява да „спечели“ и двата продължават да се продават в ниския ценови пазар. (Примери: JVC SXM38 и Sony TRV138). Записаните с Super VHS-C камери записи могат да се възпроизвеждат на стандартни VHS видеокасетофони, които имат SVHS-ET технология.

### Ползване като устройство за PC архивиране
Има известна полемика в това дали може да се ползва домашен видеокасетофон за запис на компютърни данни или не. Факт е, че има устройства, които позволяват персонален компютър да се свърже със записващ видеокасетофон и да се използва като устройство за архивиране на данни. Най-известните такива устройства са ArVid, широко използвано в Русия и CIS. В САЩ има подобни системи произвеждани от Corvus, Videotrax, и Alpha Microsystems. Подобно е и устройството Backer на Danmere Ltd. от Англия.
HP също разработва системи за архивиране които ползват VHS касети, познати първоначално като Hero, съхраняващи до 5 GB на касета. Производството им е спряно през 1987, защото бързо е било подменено от използването на DAT касетите, които са предлагали сходен капацитет на по-малък размер.

### W-VHS
W-VHS позволявал запис на MUSE висококачествена аналогова телевизия, която се разпространявала в Япония от 1989 г. до 2007 г.

### D9
Има също и формат направен от JVC за професионални дигитални продукти известен като Digital-S, или D9, който използва VHS размер на лентата и особено същия механизъм за съхранение и придвижване на лентата като S-VHS устройствата. Най-значимо се ползва от Fox Broadcasting Company за някои от нейните кабелни мрежи.

## Времетраене на касетите
И двете – NTSC и PAL/SECAM VHS касети са физически идентични (въпреки че сигналите, записвани на лентите, не са съвместими). Обаче, понеже скоростите са различни между NTSC и PAL/SECAM, то продължителността на видеото съхранявано на касетата зависи от използваната система.
За да се избегне объркването, производителите показват времетраенето в минути спрямо пазара в който се продава касетата. Напълно е възможно да се записва и възпроизвежда празна T-XXX касета в PAL видеокасетофон или празна E-XXX касета в NTSC видеокасетофон, но времетраенето ще бъде различно от това написано на касетата.
SP е Standard Play или стандартен запис, а LP е Long Play и е на 1/2 скорост за NTSC и PAL регионите.
EP/SLP означава Extended Play/Super Long Play и е на 1/3-та скорост за NTSC регионите.
- E-XXX означава време за възпроизвеждане в минути за PAL или SECAM при SP скорост (режим).
- T-XXX означава време за възпроизвеждане в минути за NTSC или PAL-M при SP скорост (режим).

| Обозначение         | Дължина | Дължина | Продължителност (NTSC) | Продължителност (NTSC) | Продължителност (NTSC) | Продължителност (PAL) | Продължителност (PAL) | Продължителност (PAL) |
| Обозначение         | метри   | фута    | SP                     | LP                     | EP/SLP                 | SP                    | LP                    |                       |
| ------------------- | ------- | ------- | ---------------------- | ---------------------- | ---------------------- | --------------------- | --------------------- | --------------------- |
| T-120               | 247.5   | 812     | 120 min (2 h)          | 240 min (4h)           | 360 min (6h)           | 169 min (2:49 h)      | 338 min (5:38 h)      |                       |
| T-180               | 368.8   | 1210    | 180 min (3 h)          | 360 min (6 h)          | 540 min (9 h)          | 253 min (4:13 h)      | 507 min (8:27 h)      |                       |
| T-210 (rare)        | 433.1   | 1421    | 210 min (3:30 h)       | 420 min (7 h)          | 630 min (10:30 h)      | 294 min (4:56 h)      | 592 min (9:52 h)      |                       |
| DF480 (T-240 equiv) | 495     | 1624    | 240 min (4 h)          | 480 min (8 h)          | 720 min (12 h)         | 340 min (5:40 h)      | 680 min (11:20 h)     |                       |
| E-120               | 173.7   | 570     | 83 min (1:26 h)        | 172 min (2:52 h)       | 258 min (4:18 h)       | 120 min (2 h)         | 240 min (4 h)         |                       |
| E-180               | 259.4   | 851     | 129 min (2:09 h)       | 258 min (4:18 h)       | 387 min (6:27 h)       | 180 min (3 h)         | 360 min (6 h)         |                       |
| E-240               | 348.1   | 1142    | 173 min (2:53 h)       | 346 min (5:46 h)       | 519 min (8:39 h)       | 240 min (4 h)         | 480 min (8 h)         |                       |

## VHS срещу Betamax
VHS е победителя в продължителната война на форматите по време на късните 70 и ранните 80 години на 20 век срещу формата на Сони Betamax.
Betamax е бил широко приет по онова време като по-добър формат, поради това че е предлагал малко по-голяма вертикална резолюция (250 срещу 240 реда за PAL & NTSC), по-малко видео шум и по-малко грешки в картината от VHS, и е бил налаган като стандарт предоставящ по-добра картина от тази на VHS. Въпреки това въвеждането на B-II скоростния (2-часов режим), които има за цел да се съревновава с този на VHS 2-часов стандартен режим (Standard Play mode), намалява вертикалната резолюция на Betamax на 240 реда. От друга страна подобреният формат на VHS – VHS HQ дава 250 реда, така че като резултат Betamax/VHS потребителите получават приблизително еднаква резолюция като резултат от този фактор, но реалната картина зависела и от други фактори като състояние и качество на лентата, моделите на видео апаратите и т.н.
Betamax е държал водачеството в тази война на форматите – но от 1981 г. продажбите на Betamax в САЩ са се стопили до само 25% от всички.